# Clinton (Utah)
Clinton è un comune degli Stati Uniti d'America, nella Davis nello Stato dello Utah.